# Teorema de Van Cittert-Zernike
El teorema de van Cittert-Zernike, llamado así en honor a los físicos Pieter Hendrik van Cittert y Frits Zernike,  es una fórmula de la teoría de coherencia que establece que, en ciertas condiciones, la transformada de Fourier de la función de distribución de intensidad de una fuente distante e incoherente es igual a su visibilidad interferométrica compleja.   Esto implica que el frente de onda de una fuente incoherente parecerá mayoritariamente coherente a grandes distancias. Intuitivamente, esto puede entenderse considerando los frentes de onda creados por dos fuentes incoherentes, ya que si se mide el frente de onda inmediatamente delante de cualquiera de las fuentes, nuestra medición estará dominada por la fuente cercana, mientras que si realizamos la misma medición a grandes distancias de las fuentes, ambas fuentes contribuirán casi por igual al frente de onda.
Este razonamiento se puede visualizar fácilmente considerando dos patos chapoteando en el centro de un estanque en calma. Cerca del centro del estanque, la perturbación creada por los patos será muy compleja, mientras que a medida que la perturbación se propaga hacia el borde del estanque, las ondas se suavizarán y parecerán casi circulares.
El teorema de van Cittert-Zernike tiene implicaciones importantes en radioastronomía. Todas las fuentes astronómicas son espacialmente incoherentes a excepción de los púlsares y máseres, sin embargo, debido a que se observan a distancias lo suficientemente grandes como para satisfacer el teorema de van Cittert-Zernike, estos objetos exhiben un grado de coherencia no nulo en diferentes puntos del plano de imagen. Al medir el grado de coherencia en diferentes puntos del plano de imagen (esto es, la visibilidad) de un objeto astronómico, se puede reconstruir la distribución del brillo de la fuente.

## Formulación del teorema
Considérense un plano fuente y un plano de observación, paralelos, muy distantes y ambos perpendiculares a la línea de visión. Si {\displaystyle \Gamma _{12}(u,v,0)} es el grado de coherencia mutua entre dos puntos en el plano de observación, entonces
{\displaystyle \Gamma _{12}(u,v,0)=\iint I(l,m)e^{-2\pi i(ul+vm)}\,dl\,dm,}
dónde {\displaystyle l} y {\displaystyle m} son los cosenos directores de un punto en el plano fuente, {\displaystyle u} y {\displaystyle v} son las coordenadas cartesianas entre los dos puntos del plano de observación en unidades de longitud de onda e {\displaystyle I} es la intensidad de la fuente.  Este teorema fue derivado por primera vez por Pieter Hendrik van Cittert en 1934, mientras que una demostración más simple fue formulada por Frits Zernike en 1938. 

## Grado de coherencia de primer orden
El grado de coherencia (o función de correlación) de primer orden para un campo eléctrico {\displaystyle E(t)} medido en dos puntos en un plano de observación denotados por 1 y 2 viene dada por
{\displaystyle \Gamma _{12}(\tau )=\lim _{T\to \infty }{\frac {1}{2T}}\int _{-T}^{T}E_{1}(t)E_{2}^{*}(t-\tau )dt,}
dónde {\displaystyle \tau } es el desfase temporal entre la medición de {\displaystyle E(t)} en 1 y 2. El grado de coherencia puede considerarse como la correlación cruzada promediada en el tiempo entre los campos eléctricos en los dos puntos separados en el tiempo por {\displaystyle \tau }. Si observamos dos fuentes completamente incoherentes, estas interferirán tanto constructiva como destructivamente y deberíamos esperar que el grado de coherencia mutuo sea relativamente pequeño entre nuestros dos puntos aleatorios en el plano de observación. No obstante, lejos de las fuentes, la función de coherencia mutua será relativamente grande porque la suma de los campos observados será casi la misma en cualesquiera dos puntos.
Si se normaliza el grado de coherencia respecto al producto de las raíces cuadradas de las intensidades de los dos campos eléctricos, llegamos al llamado grado complejo de coherencia de segundo orden :
{\displaystyle \gamma _{12}(\tau )={\frac {\Gamma _{12}(\tau )}{{\sqrt {I_{1}}}{\sqrt {I_{2}}}}}.}

## Demostración del teorema

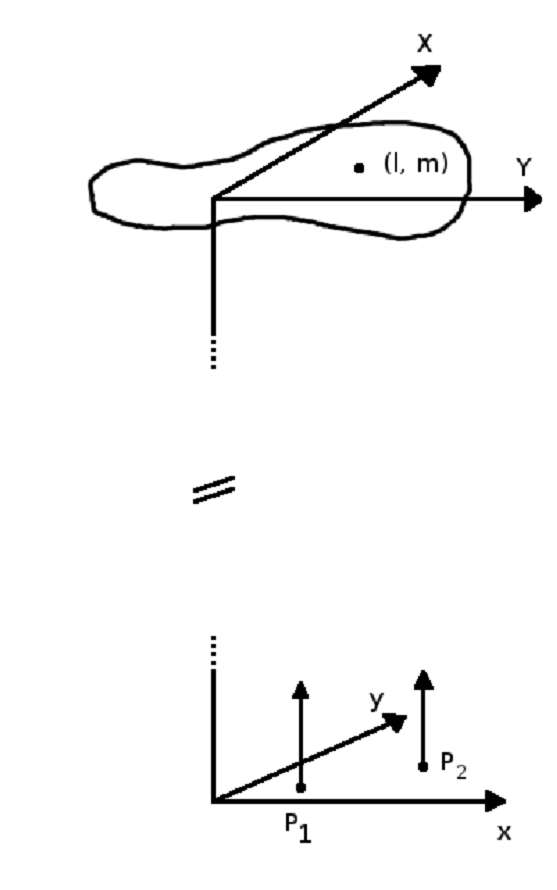
La fuente está en el plano XY, que se muestra en la parte superior de la figura, y el detector está en el plano xy, que se muestra en la parte inferior de la figura. El campo eléctrico en los puntos y en el plano de detección están causados debido a un punto en la fuente cuyas coordenadas están dadas por los cosenos directores y.

Sean {\displaystyle XY} y {\displaystyle xy}  las coordenadas cartesianas del plano fuente y del plano de observación, respectivamente. Supongamos que el campo eléctrico debido a un punto de la fuente del plano fuente se mide en dos puntos, {\displaystyle P_{1}} y {\displaystyle P_{2}} pertenecientes al plano de observación. La posición de un punto en la fuente queda completamente determinada por sus cosenos directores, {\displaystyle l} y {\displaystyle m}. Ya que el punto fuente es muy distante, la dirección respecto a {\displaystyle P_{1}} será la misma que respecto a {\displaystyle P_{2}}. El campo eléctrico medido en {\displaystyle P_{1}} puede entonces escribirse usando fasores:
{\displaystyle E_{1}(l,m,t)=A\left(l,m,t-{\frac {R_{1}}{c}}\right){\frac {e^{-i\omega \left(t-{\frac {R_{1}}{c}}\right)}}{R_{1}}},}
dónde {\displaystyle R_{1}} es la distancia desde la fuente hasta {\displaystyle P_{1}}, {\displaystyle \omega } es la frecuencia angular de la luz, y {\displaystyle A} es la amplitud compleja del campo eléctrico. De manera similar, el campo eléctrico medido en {\displaystyle P_{2}} se puede escribir como
{\displaystyle E_{2}(l,m,t)=A\left(l,m,t-{\frac {R_{2}}{c}}\right){\frac {e^{-i\omega \left(t-{\frac {R_{2}}{c}}\right)}}{R_{2}}}.}
Ahora, calculamos la correlación promediada en el tiempo entre el campo eléctrico en {\displaystyle P_{1}} y {\displaystyle P_{2}}:
{\displaystyle {\begin{aligned}{\big \langle }E_{1}(l,m,t)E_{2}^{*}(l,m,t){\big \rangle }={\Bigg \langle }A\left(l,m,t-{\frac {R_{1}}{c}}\right)A^{*}\left(l,m,t-{\frac {R_{2}}{c}}\right){\Bigg \rangle }\\\times {\frac {e^{i\omega {\frac {R_{1}}{c}}}}{R_{1}}}\times {\frac {e^{-i\omega {\frac {R_{2}}{c}}}}{R_{2}}}\end{aligned}}}
Ya que los corchetes denotan promedio temporal,  se puede añadir al término temporal de ambas amplitudes un desplazamiento arbitrario (el mismo a ambos),  por tanto sumamos {\displaystyle {\frac {R_{1}}{c}}} a ambos. De este modeo, la correlación cruzada promediada en el tiempo del campo eléctrico en los dos puntos se simplifica a
{\displaystyle {\big \langle }E_{1}(l,m,t)E_{2}^{*}(l,m,t){\big \rangle }={\Bigg \langle }A(l,m,t)A^{*}\left(l,m,t-{\frac {R_{2}-R_{1}}{c}}\right){\Bigg \rangle }\times {\frac {e^{i\omega \left({\frac {R_{1}-R_{2}}{c}}\right)}}{R_{1}R_{2}}}.}
Como la fuente es distante, podemos tomar la aproximación de campo lejano, de forma que la diferencia entre {\displaystyle R_{1}} y {\displaystyle R_{2}} será pequeña en comparación con la distancia que recorre la luz en el tiempo {\displaystyle t}. Es por ello que este término se puede ignorar, simplificando aún más la expresión para la correlación cruzada del campo eléctrico en {\displaystyle P_{1}} y {\displaystyle P_{2}} a
{\displaystyle \langle E_{1}(l,m,t)E_{2}^{*}(l,m,t)\rangle =\langle A(l,m,t)A^{*}(l,m,t)\rangle \times {\frac {e^{i\omega \left({\frac {R_{1}-R_{2}}{c}}\right)}}{R_{1}R_{2}}}.}
Ahora, {\displaystyle \langle A(l,m,t)A^{*}(l,m,t)\rangle } es la intensidad de la fuente en un punto particular, {\displaystyle I(l,m)}, por tanto la expresión para la correlación cruzada se simplifica a
{\displaystyle \langle E_{1}(l,m,t)E_{2}^{*}(l,m,t)\rangle =I(l,m){\frac {e^{i\omega \left({\frac {R_{1}-R_{2}}{c}}\right)}}{R_{1}R_{2}}}.}
Para calcular lel grado de coherencia mutuo a partir de esta expresión, integramos sobre toda la fuente.
{\displaystyle \Gamma _{12}(u,v,0)=\iint _{\textrm {fuente}}I(l,m){\frac {e^{i\omega \left({\frac {R_{1}-R_{2}}{c}}\right)}}{R_{1}R_{2}}}\,dS.}
Nótese que los términos cruzados de la forma {\displaystyle \langle A_{1}(l,m,t)A_{2}^{*}(l,m,t)\rangle } no se incluyen ya que se supone una fuente incoherente, de manera que su correlación promediada en el tiempo será cero.
A continuación, reescribamos el {\displaystyle R_{2}-R_{1}} usando {\displaystyle u,v,l} y {\displaystyle m} . Para ello, notemos  {\displaystyle P_{1}=(x_{1},y_{1})} y {\displaystyle P_{2}=(x_{2},y_{2})}, de manera que
{\displaystyle R_{1}={\sqrt {R^{2}+x_{1}^{2}+y_{1}^{2}}}\,,}
{\displaystyle R_{2}={\sqrt {R^{2}+x_{2}^{2}+y_{2}^{2}}}\,,}
dónde {\displaystyle R} es la distancia entre el centro del plano de observación al centro de la fuente. La diferencia entre {\displaystyle R_{1}} y {\displaystyle R_{2}} es, consecuentemente
{\displaystyle R_{2}-R_{1}=R{\sqrt {1+{\frac {x_{2}^{2}}{R^{2}}}+{\frac {y_{2}^{2}}{R^{2}}}}}-R{\sqrt {1+{\frac {x_{1}^{2}}{R^{2}}}+{\frac {y_{1}^{2}}{R^{2}}}}}.}
No obstante, como {\displaystyle x_{1},x_{2},y_{1}} y {\displaystyle y_{2}} son mucho menores que {\displaystyle R}, podemos desarrollar en serie de Taylor las raíces cuadradas, obteniéndose, en primer orden,
{\displaystyle R_{2}-R_{1}=R\left(1+{\frac {1}{2}}\left({\frac {x_{2}^{2}+y_{2}^{2}}{R^{2}}}\right)\right)-R\left(1+{\frac {1}{2}}\left({\frac {x_{1}^{2}+y_{1}^{2}}{R^{2}}}\right)\right),}
expresión que, tras un poco de álgebra, podemos simplificar a
{\displaystyle R_{2}-R_{1}={\frac {1}{2R}}\left((x_{2}-x_{1})(x_{2}+x_{1})+(y_{2}-y_{1})(y_{2}+y_{1})\right).}
Ahora bien, {\displaystyle {\frac {1}{2}}(x_{2}+x_{1})} es el punto medio a lo largo del eje {\displaystyle x} entre {\displaystyle P_{1}} y {\displaystyle P_{2}}, entonces {\displaystyle {\frac {1}{2R}}(x_{2}+x_{1})=l}, uno de los cosenos directores de las fuentes. De manera similar, se tiene {\displaystyle m={\frac {1}{2R}}(y_{2}+y_{1})}. Además, ya que {\displaystyle u} se define como el número de longitudes de onda a lo largo del eje {\displaystyle x} entre {\displaystyle P_{1}} y {\displaystyle P_{2}}, se tiene
{\displaystyle u={\frac {\omega }{2\pi c}}(x_{1}-x_{2}).}
De manera siminar, {\displaystyle v} es el número de longitudes de onda entre {\displaystyle P_{1}} y {\displaystyle P_{2}} A lo largo del eje {\displaystyle y}, por tanto
{\displaystyle v={\frac {\omega }{2\pi c}}(y_{1}-y_{2}).}
Juntando estos dos términos, se llega a 
{\displaystyle R_{2}-R_{1}={\frac {2\pi c}{\omega }}(ul+vm).}
Ya que {\displaystyle x_{1},x_{2},y_{1},} y {\displaystyle y_{2}} son todos mucho menos que {\displaystyle R}, tenemos que {\displaystyle R_{1}\simeq R_{2}\simeq R} . El diferencial de área, {\displaystyle dS}, puede escribirse como {\displaystyle R^{2}\,dl\,dm}. Juntando todas estas contribuciones, el grado de coherencia 
{\displaystyle \Gamma _{12}(u,v,0)=\iint _{\textrm {fuente}}I(l,m)e^{-{\frac {i\omega }{c}}{\frac {2\pi c}{\omega }}(ul+vm)}\,dl\,dm,}
el cual se reduce a
{\displaystyle \Gamma _{12}(u,v,0)=\iint _{\textrm {fuente}}I(l,m)e^{-2\pi i(ul+vm)}\,dl\,dm.}
Los límites de estas dos integrales se pueden extender para cubrir todo el plano de la fuente siempre que tomemos que la función de intensidad sobre el plano sea cero donde no haya fuente, por lo que
{\displaystyle \Gamma _{12}(u,v,0)=\iint I(l,m)e^{-2\pi i(ul+vm)}\,dl\,dm.}
lo cual es la transformada de Fourier bidimensional de la función de intensidad. Esto completa la demostración

## Validez del teorema
El teorema de van Cittert-Zernike se basa en una serie de suposiciones, los cuales son ciertos para casi todas las fuentes astronómicas. Aquí se discuten los supuestos más importantes del teorema y su relevancia.

### Incoherencia de la fuente
Una fuente espacialmente coherente no obedece el teorema de van Cittert-Zernike. Para ver por qué es así, supongamos que observamos una fuente que consta de dos puntos, {\displaystyle a} y {\displaystyle b} . Calculemos la función de coherencia mutua entre {\displaystyle P_{1}} y {\displaystyle P_{2}} en el plano de observación. Usando el principio de superposición, el campo eléctrico en {\displaystyle P_{1}} es
{\displaystyle E_{1}=E_{a1}+E_{b1},}
mientras que en {\displaystyle P_{2}} es
{\displaystyle E_{2}=E_{a2}+E_{b2}.}
De esta manera, el grado de coherencia mutuo es
{\displaystyle \langle E_{1}(t)E_{2}^{*}(t-\tau )\rangle =\langle (E_{a1}(t)+E_{b1}(t))(E_{a2}^{*}(t-\tau )+E_{b2}^{*}(t-\tau ))\rangle ,}
lo cual se convierte en
{\displaystyle \langle E_{1}(t)E_{2}^{*}(t-\tau )\rangle =\langle E_{a1}(t)E_{a2}^{*}(t-\tau )\rangle +\langle E_{a1}(t)E_{b2}^{*}(t-\tau )\rangle +\langle E_{b1}(t)E_{a2}^{*}(t-\tau )\rangle +\langle E_{b1}(t)E_{b2}^{*}(t-\tau )\rangle .}
Si los puntos {\displaystyle a} y {\displaystyle b} son coherentes, entonces los términos cruzados en la ecuación anterior no son nulos. Es por ello que, cuando calculamos la función de coherencia mutua para una fuente coherente extendida, no se puede simplemente integrar sobre la función de intensidad de la fuente ya que la presencia de términos cruzados distintos de cero no resulta en la forma simple del grado de coherencia.
Esta suposición es válida para la mayoría de las fuentes astronómicas. Los púlsares y máseres son las únicas fuentes astronómicas que muestran coherencia.

### Distancia a la fuente
En la demostración del teorema suponemos que {\displaystyle R\gg x_{1}-x_{2}} y {\displaystyle R\gg y_{1}-y_{2}}, es decir, asumimos que la distancia a la fuente es mucho mayor que el tamaño del área de observación. Más precisamente, el teorema de van Cittert-Zernike requiere que observemos la fuente en el llamado campo lejano. Por lo tanto, si {\displaystyle D} es el tamaño característico del área de observación (por ejemplo, en el caso de un radiotelescopio de dos platos, la longitud de la línea de base entre los dos telescopios) entonces
{\displaystyle R\gg {\frac {D^{2}}{\lambda }}.}

### Tamaño angular de la fuente
En la derivación del teorema de van Cittert-Zernike escribimos los cosenos directores {\displaystyle l} y {\displaystyle m} como {\displaystyle {\frac {1}{2}}(x_{1}+x_{2})/R} y {\displaystyle {\frac {1}{2}}(y_{1}+y_{2})/R} . Sin embargo, hay un tercer coseno director que se desprecia ya que {\displaystyle R\gg {\frac {1}{2}}(x_{1}+x_{2})} y {\displaystyle R\gg {\frac {1}{2}}(y_{1}+y_{2})} ya que bajo las suposiciones hechas, este está muy cerca de 1. No obstante, si la fuente tiene una gran extensión angular, no podemos despreciar el tercer coseno director y el teorema de van Cittert-Zernike ya no se cumple.
Dado que la mayoría de las fuentes astronómicas subtienden ángulos muy pequeños en el cielo (normalmente mucho menores a un grado), esta suposición del teorema se cumple fácilmente en el ámbito de la radioastronomía.

### Ondas cuasi-monocromáticas
El teorema de van Cittert-Zernike supone que la fuente es cuasi monocromática. Es decir, si la fuente emite luz en un rango de frecuencias, {\displaystyle \Delta \nu }, con frecuencia media {\displaystyle \nu }, entonces satisface
{\displaystyle {\frac {\Delta \nu }{\nu }}\lesssim 1.}
Además, el ancho de banda debe ser lo suficientemente estrecho como para que
{\displaystyle {\frac {\Delta \nu }{\nu }}\ll {\frac {1}{lu}}.}
dónde {\displaystyle l} es nuevamente el coseno direccional que indica el tamaño de la fuente y {\displaystyle u} es el número de longitudes de onda entre un extremo de la apertura y el otro. Sin esta suposición, no se cumple {\displaystyle (R_{2}-R_{1})/c\ll t}, por tanto no se puede despreciar el término {\displaystyle (R_{2}-R_{1})/c}.
Este requisito implica que en radioastronomía, se debe restringir las señales a través de un filtro paso banda.